# Lithophane aculata
Lithophane aculata är en fjärilsart som beskrevs av Ernst Friedrich Germar 1836. Lithophane aculata ingår i släktet Lithophane och familjen nattflyn. Inga underarter finns listade i Catalogue of Life.